# Jan Antoni Bystram
Jan Antoni Bystram herbu Tarnawa – wicewojewoda pomorski w latach 1719–1740, ławnik tczewski w latach 1720–1724.
Poseł województwa pomorskiego na sejm 1730 roku.